# Thérésia Cabarrus

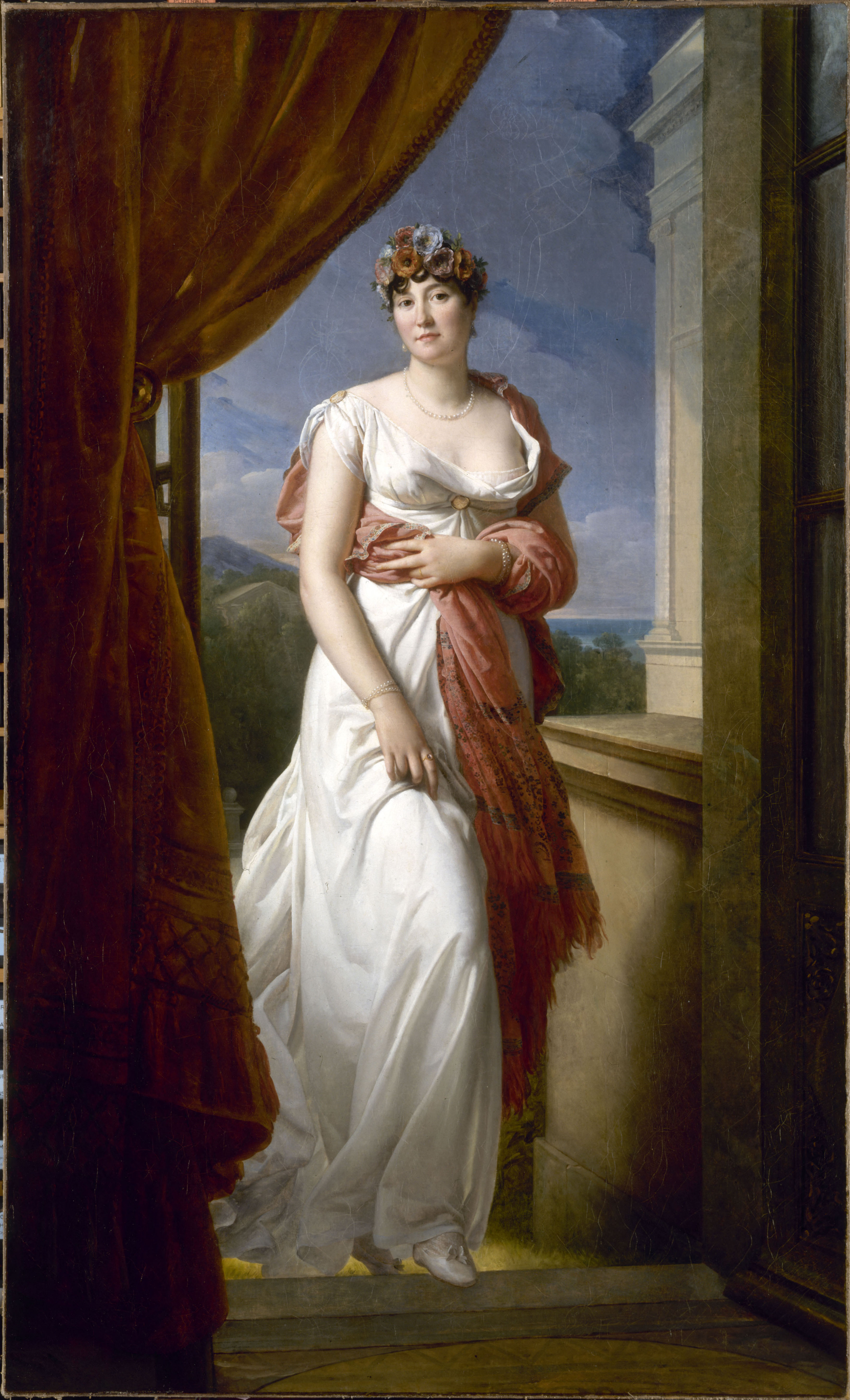
François Gérard: Portrait de Madame Tallien, 1804

Jeanne Marie Ignace Thérésia Cabarrus (* 31. Juli 1773 in Carabanchel (bei Madrid); † 15. Januar 1835 auf Schloss Chimay in Belgien) wurde nach dem Umsturz vom 9. Thermidor (27. Juli 1794) bekannt als „Madame Tallien“ oder „Notre-Dame de Thermidor“ und war eine einflussreiche und bekannte Kurtisane des spätrevolutionären Frankreichs.

## Leben

### Herkunft
Thérésia Cabarrus wurde als Tochter des aus Bayonne stammenden spanischen Staatsbankiers François Cabarrus (1752–1810) und dessen Ehefrau Maria Antonia Galabert Casanova geboren. Thérésia heiratete im Jahr 1788 Jean-Jacques Devin (1762–1817), Marquis de Fontenay, und begab sich danach mit ihrem Ehemann nach Paris. Sie vergnügte sich am Hof Ludwigs XVI. und folgte mit lebhaftem Interesse den Debatten der Konstituante (später der Legislative) auf den Tribünen des Sitzungssaals im Tuilerienpalast. Der Marquis de Fontenay verließ im Jahr 1791 Frankreich und schloss sich den royalistischen Emigranten an. Im April 1793 wurde Thérésias Ehe geschieden.

### Tallien
Noch im April 1793 begab sich Thérésia nach Bordeaux und verdiente sich dort ihren Lebensunterhalt in freizügigen Theatervorstellungen. Wenig später wurde sie als ehemalige Marquise und geborene Ausländerin gefangengesetzt. Ihre Freilassung verdankte sie dem „Repräsentanten in Mission“ Jean Lambert Tallien, der sich von der schönen Frau verzaubern ließ. Thérésia wurde Talliens Gefährtin und beeinflusste ihn zu einer gemäßigten Politik. Im Mai 1794 folgte sie Tallien von Bordeaux nach Paris, als dieser seines Amtes enthoben wurde und sich vor dem Wohlfahrtsausschuss rechtfertigen musste. Thérésia wurde nach ihrer Ankunft in Paris verhaftet und in das Frauengefängnis Petite-Force gebracht. Dort lernte sie Joséphine de Beauharnais kennen und konnte im Juli 1794 folgende Botschaft an Tallien schmuggeln:

„Ich hatte einen Traum. Ich träumte, ich werde am nächsten Tag hingerichtet. Dies könne man ändern, wenn es nicht kleinmütige Schwächlinge, sondern richtige Männer gäbe.“

Tallien wollte um jeden Preis das Leben seiner Geliebten retten. Deswegen schloss er sich Robespierres Gegnern um Fouché, Barras, Carrier, Fréron, Billaud-Varenne und Collot d’Herbois an. Nach dem Umsturz vom 9. Thermidor (27. Juli 1794) wurde Thérésia aus dem Gefängnis befreit und ihre Bewunderer feierten sie als „Notre-Dame de Thermidor“. Am 26. Dezember 1794 heiratete Thérésia ihren Retter Tallien, doch die Ehe bestand de facto nur kurz. Im März 1795 wurde Tallien zur Westarmee beordert.

### Notre-Dame de Thermidor
Nach dem kleinbürgerlich-prüden Rigorismus der Jakobiner folgte das vergnügungs- und genusssüchtige Leben der Thermidorianer und des Direktoriums. Der Warnruf des Volkstribuns Babeuf verhallte ungehört ins Leere.

„Ihr seht nicht, dass euch diese schamlosen Weiber, diese Abenteuerinnen edler Rasse, die euch heute die Ehre erweisen, sich in euren bürgerlichen Armen zu prostituieren, den Garaus machen werden, sobald es ihnen gelungen ist, die Dinge in das alte Fahrwasser zu lenken.“

Madame Tallien, als solche war Thérésia nun bekannt, erlangte aufgrund ihrer Schönheit und ihrer erotischen Ausstrahlung beträchtlichen Einfluss und bestimmte gemeinsam mit ihrer Freundin Joséphine de Beauharnais die Mode im neogriechischen Stil. Thérésia und Joséphine trugen ihr Haar kurz und lockig und kleideten sich in durchsichtigen, nach antikem Vorbild geschnittenen Stoffen. Beide Frauen wollten Einfluss ausüben, teilten ihre Vorlieben für Schmuck, Seide und Spitzen und waren bekannt für ihre Hilfsbereitschaft und Freundlichkeit. Thérésias Haus in den Champs-Elysées war einer der wichtigsten Treffpunkte des spätrevolutionären Frankreichs. Dort trafen sich neureiche Spekulanten, Bankiers, Heereslieferanten, Militärs, Abgeordnete, Adlige des „Ancien régime“ und Künstler. Aber aufgrund ihrer Verschwendungssucht und ihrer Leichtlebigkeit wurde Thérésia vom Volk als „Königin des Direktoriums“ verachtet.
Nach einigen kurzen Affären, unter anderen mit Lazare Hoche und Napoleon Bonaparte, wurde Thérésia die Geliebte von Paul Barras. Im Herbst 1798 trat Barras Thérésia an den neureichen Heereslieferanten Gabriel-Julien Ouvrard (1770–1846) ab, der sie auf Schloss Raincy in Luxus aushielt.
Thérésia verlor unter dem Konsulat ihren Einfluss. Der Marquis de Sade veröffentlichte im Jahr 1800 ein pornografisches Werk: „Zoloé und ihre zwei Genossinnen oder Einige Wochen aus dem Leben dreier hübscher Frauen“, welches dem Ersten Konsul Frankreichs gewidmet war, aber von diesem als Verleumdung von Joséphines Beziehung zu Thérésia verstanden wurde. Bonaparte ließ deswegen de Sade in das Staatsgefängnis Sainte-Pélagie bringen. Des Weiteren schränkte er den Umgang Joséphines mit Thérésia ein.

### Chimay
Im April 1802 wurde Thérésias Ehe mit Tallien geschieden und im August 1805 heiratete sie François-Joseph-Philippe de Riquet; Graf von Caraman und 16. Fürst von Chimay. Thérésia wurde deswegen vom kaiserlichen Hof verwiesen. Außerdem untersagte Napoleon seiner Frau jeden Kontakt zu Thérésia.

„Ich verbiete Dir, Madame Tallien zu sehen, unter welchem Vorwand auch immer. Ich werde keine Entschuldigung mehr gelten lassen. Wenn Dir etwas an meiner Wertschätzung liegt und Du mir gefallen möchtest, wirst Du Dich über diesen Befehl niemals hinwegsetzen. Sie kommt in Deine Gemächer, verbringt dort sogar die Nacht. Verbiete Deinen Türhütern in Zukunft, sie einzulassen. Ein jämmerlicher Kerl hat sie mit acht Bastarden geheiratet. Ich verachte sie jetzt nur noch mehr. Sie war ein liebenswertes junges Mädchen, doch sie hat sich in ein ehrloses und liederliches Frauenzimmer verwandelt.“

Joséphine empfing Thérésia nie wieder. Thérésia zog sich aus der Pariser Öffentlichkeit zurück und kümmerte sich um die Erziehung ihrer elf Kinder: Von 1815 bis zu ihrem Tod im Jahr 1835 lebte Thérésia mit ihrer Familie auf Schloss Chimay im heutigen Belgien: Dort führte sie einen kleinen, aber sehr kultivierten Hof und förderte Musikschaffende wie Daniel Auber, Charles de Bériot, Luigi Cherubini, Rodolphe Kreutzer und Maria Malibran.

## Nachkommen
Thérésia Cabarrus gebar insgesamt 11 Kinder.
Ihrem Geliebten Gabriel-Julien Ouvrard schenkte sie vier Kinder:
1. Clémence Isaure Thérésia Cabarrus (1800–1884)
2. Jules Adolphe Edouard Cabarrus (1801–1870)
3. Clarisse Gabriella Thérésia Cabarrus (1802–1877)
4. Augusta Stéphanie Coralie Thérésia Cabarrus (1803–1888)

Aus ihrer Ehe mit François-Joseph-Philippe de Riquet, 16. Fürst von Chimay (1770–1843) entstammen ihre drei jüngsten Kinder:
1. Joseph Philippe (1808–1886), 17. Fürst von Chimay
2. Michel Gabriel Alphonse Ferdinand (1810–1865)
3. Maria Auguste Louise Thérèse Valentine (1815–1876)